# Eivør Pálsdóttir
Eivør Pálsdóttir (født 21. juli 1983 i Syðrugøta på Færøerne) er en færøsk sangerinde og komponist. Hun blev blandt andet kåret til Ársins føroyingur 2004 (årets færing 2004) den 9. februar 2005, og Årets danske folk vokalist den 11. marts 2006 (på DMA Folk). Eivør er i dag bosat i Danmark. 
Eivør er den første af tre døtre af Sædis Eilifsdóttir og Páll Jacobsen. Hun boede flere år i Island, mens hun studerede musik, senere i en længere overgang i København, men nu er hun tilbage i sin hjemby Syðrugøta på Færøerne.
Hendes rødder ligger i de færøske kvad, men hun spiller et bredt spektrum fra jazz og folk over etnisk pop til klassisk og kristelig musik (f.eks. Kingosalmer). Både musikalsk og følelsesmæssigt arbejder hun med emner som kærlighed, tab, erindring og natur.  

## Musikkarriere
Som 12-årig rejste Eivør sammen med et færøsk kor til Italien. Som 13-årig var hun for første gang i færøsk TV og vandt en national sangkonkurrence. Fra 1999 spillede hun sammen med rockbandet Clickhaze, og i 2000 udgav hun sit første album "Eivør Pálsdóttir". Albummet er en blanding af klassiske færøske ballader, kun akkompanieret af guitar, med jazzinspiration og med tekster af berømte færøske forfattere, og afsluttes af to religiøse sange. De sidste er sunget på dansk, alle de andre færøsk.
I 2001 vandt hun sammen med Clickhaze Prix Føroya. Siden 2002 har hun studeret jazz og klassisk sang i Reykjavík, mens Kristian Blak indbød hende til Yggdrasil (et færøsk band), som udgav et album med samme navn dette år.
Efter sit andet soloalbum "Krákan" blev hun nomineret til "Islands musikpris" og blev bedste sangerinde og bedste kunstner i 2003. Kristian Blaks opera "Firra" udkom i 2004 – med Eivør som solist. Hun synger også sammen med det Færøske symfoniorkester.
Albummet Eivør (2004), som Eivør producerede sammen med den canadiske musiker Bill Bourne, har betydet, at hun igen har fået stor succes. Hun blev nomineret til den islandske musikpris, men i konkurrencen den 2. februar 2005, fik hun  ingen pris. Men den 9. februar blev Eivør kåret til "ársins føroying" – årets færing for 2004. 
Sammen med Danmarks Radios Big Band udkom albummet Trøllabundin den 7. marts 2005. 
Efter den store succes i Danmark 2005 blev hun nomineret i 6 kategorier (af 12) for Danish Music Awards Folk. Uddelingen var den 11. marts 2006 i Tønder, hvor hun blev Årets danske vokalist, og hendes album Eivør fik prisen Årets danske visealbum. I 2006 spillede hun bl.a. på Tønder Festivalen og i Tivoli.
Eivør vandt sangkonkurrencen til Atlantic Music Awards på Færøerne med sangen Grát ei ("Græd ej" eller Do not wheep i den engelske version, der også udkom). Den 16. juli 2007 er hun udnævnt som æreskunstner hos Studenterforeningen.
I 2012 vandt Eivør tre færøske musikpriser ved Planet Awards 2012. Hun vandt i kategorierne Årets artist, Årets kvindelige sanger og Årets album (for hendes album Room). Hun blev også kåret som årets bedste kvindelige sanger ved Planet Awards i 2009 og 2006.
I 2012 blev hun indstillet til Nordisk Råds Musikpris.

## Koncerter (uddrag)
2002 spillede hun på  festivalen Roskilde Festival sammen med den færøske gruppe Clickhaze (1998-2003) og en jazzfestival i Rochester.Den 12. maj optrådte hun optrådte hun ved festivalen Nordischer Klang i Greifswald med færøske sange.
2005 turnerede hun med Danmarks Radio Bigband med afslutningskoncert i Operaen på Holmen Danmarks nationalopera. Canada-turnéen med Bill Bourne gik til forskellige folkfestivaler. Med Yggdrasil besøgte hun blandt andre Tübingen og St. Gallen.
I januar 2006 optrådte Eivør Pálsdóttir Bill Bourne og andre i Wien Konzerthaus. Hendes første soloturné i Danmark i februar var overalt udsolgt. I Island sang hun med Islands Symfoniorkester. Hun optrådte samme år på  festivalen North Sea Jazz Festival i Rotterdam sammen med Danmarks Radios Bigband, og på den færøske G! Festival i Norðragøta.
Den 21. februar 2007 gav hun to koncerter i Memphis på den store musikkonference North American Folk Alliancen. Igen optrådte hun på Roskilde Festival.
I september gav hun for første gang koncerter i Japan.
Den 27. august 2010  optrådte hun på  Tønder Festival sammen med Høgni Lisberg (trommer), Mikael Blak (keyboard) og Benjamin Petersen (guitar). 
Den 14. januar 2012  optrådte hun i DR Koncerthuset i anledning 40 års regeringsjubilæet af Dronning Margrethe.
Den 10. juli 2017 gav hun koncert på  Copenhagen Jazz Festival i Haveselskabets Have, Frederiksberg sammen med Mikael Blak og Høgni Lisberg.

## Diskografi
- 2000: Eivør Pálsdóttir
- 2003: Krákan
- 2004: Eivør (med Bill Bourne)
- 2005: Trøllabundin (med DR Bigband)
- 2007: Human Child
- 2007: Mannabarn (Human Child med de færøske originaltekster)
- 2009: Eivör Live
- 2010: Undo your mind EP
- 2010: Larva
- 2012: Room
- 2015: Bridges
- 2015: Slør (færøsk)
- 2016: At the heart of a selkie (med DR Bigband)
- 2017: Slør (engelsk)
- 2020: Segl
- 2024: Enn

## Filmografi
- Gargandi snilld, Island 2005. med Eivør og Björk. Dokumentarfilm. Ergis Filmproduction og Zik Zak Films
- Yggdrasil – The Tübingen Concert, Kunst og kultur ved Klinikum, Tübingen 2005. 2 DVD

## Priser, nomineringer og legater
- 2004 Årets færing
- 2006 Planet Awards - Årets sangerinde
- 2009 Planet Awards - Årets sangerinde
- 2006 - Årets danske Folk Vokalist
- 2012 Planet Awards - Årets sangerinde
- 2012 Planet Awards - Bedste artist
- 2012 Planet Awards - Bedste album for albummet Room
- 2013 Nomineret til Nordisk Råds Musikpris[6]
- 2013 - Hæderspris fra DJBFA (Danske Jazz, Beat og Folkemusik Autorer), modtog 25.000 kr. og en statuette[7]
- 2014 - Faroese Music Awards - Årets album i åben kategori
- 2014 - Faroese Music Awards - Årets melodi i åben kategori
- 2016 - 3-årigt arbejdslegat fra Mentanargrunnur Landsins
- 2021 - Nordisk Råds Musikpris

## Galleri
- Eivør Pálsdóttir og Bill Bourne i 2004 på G! Festival
- Eivør Pálsdóttir og Bill Bourne i august 2005 ved Tønder Folk Festival
- Eivør sammen med Danmarks Radio Bigband i Næstved, 22. marts 2005.
- Eivør ved Danish Music Awards Folk den 11. marts 2006 i Tønder
- Eivør og Sebastian ved Tønder Festival 2006
- 2006 ved en koncert i Flensborg
- 2007 ved G! Festival på Færøerne
- September 2008 i Haderslev